# Cegielnia (Koprzywnica)
Cegielnia – część miasta Koprzywnica w Polsce, położona w województwie świętokrzyskim, w powiecie sandomierskim, w gminie Koprzywnica. Obecnie osiedle domków jednorodzinnych w Koprzywnicy, położone w pobliżu zalewu na rzece Koprzywiance, otoczone licznymi, gęstymi lasami. Nie posiada odrębnych władz administracyjnych, należy do miasta Koprzywnica.
W przeszłości była to samodzielna wioska (do 31 grudnia 2000 roku) ze statusem sołectwa Cegielnia, przynależąc do parafii pw. św. Floriana. W wyniku rozrostu dzisiejszego miasta Koprzywnica, włączono w jego skład wioskę Cegielnia, którą przekształcono na odrębne osiedle mieszkaniowe. Zdarzenia te miały miejsce w przededniu odzyskania przez Koprzywnicę praw miejskich w 2001 roku. A odebranych Koprzywnicy przez władze ówczesnego zaborcy rosyjskiego za udzielanie pomoc powstańcom przez ludność miejscową (lokalną) w 1864 roku.
W 1998 roku Cegielnia miała 581 mieszkańców i 107 gospodarstw o łącznej powierzchni 220,45 ha.
Przez osiedle przechodzi  zielony szlak rowerowy z Sandomierza do Ujazdu.

## Historia
Cegielnia to nazwa wielu wsi i osad, które powstały w miejscach, gdzie obfitość dobrej gliny i drzewa opałowego sprzyjała wyrabianiu cegły a bliskość miasta ułatwiała zbyt wyrobu.
Brak pewnych źródeł co do daty powstania tej osady, chociaż dokumenty średniowieczne już w XIII wieku wzmiankują o istnieniu kościoła na terenie dzisiejszej Cegielni. Jako samodzielna wieś istniała już w XVI wieku i była własnością klasztoru koprzywnickiego. W 1827 r. Cegielnia miała 43 domy i 241 mieszkańców; w części była własnością proboszcza z Koprzywnicy. W 1884 r. miała 44 domy i 336 mieszkańców; 344 morgi ziemi dworskiej (majorat rosyjskiego generała Chruszczewa) i 850 włościańskiej; znajdował się tu również budynek Urzędu Gminy w Koprzywnicy, olejarnia i młyn wodny na rzece Koprzywiance.
Cegielnia w 1929 r. liczyła 81 domów i 512 mieszkańców, w tym 57 Żydów.
Z dniem 1 stycznia 2001 r. Cegielnia weszła w skład miasta Koprzywnica.
Obecnie części Cegielni noszą nazwy: Bernadówka, Cegielnia-Karczmówka, Majorat Osada Młyńska, Polana Kawałek. Wśród obiektów fizjograficznych spotykamy nazwy: Bernadówka - pola, Browar - pola i nieużytki, Brzocholiny - pola i las, Dębowa Góra - pola i nieużytki, Duży Smug - pola i pastwiska, Kamionka - pola, Nad Błoniem - pola, Niziny - pola i łąki, Pierogówka - pola, Pod Kopcem - pola, Pod Małym Młynkiem - pola, Półanki - pola, Przydanki - pola, Sądówka - łąki, Za Górkami - pola.